# Vast-1
Vast-1 je plánovaný soukromý kosmický let na vesmírnou stanici Haven-1, který připravuje americká kosmická společnost Vast Space. Čtyřčlenná posádka by se podle oznámení z května 2023 měla na cestu vydat nejdříve v srpnu 2025 a strávit tam až 30 dní, přičemž by použila infrastrukturu společnosti SpaceX – její výcvikové středisko, skafandry, kosmickou loď Crew Dragon i raketu Falcon 9. Stanici Haven-1 tvořenou jediným modulem plánuje Vast Space dopravit na oběžnou dráhu také nejdříve v srpnu 2025, tedy jen několik dní nebo týdnů před příletem první posádky. Současně však existuje možnost, že Vast Space – samozřejmě i v tomto případě s podporou SpaceX – své první kosmonauty vyšle na Mezinárodní vesmírnou stanici (ISS), podobně jako to už několikrát udělala konkurenční společnost Axiom Space.

## Kosmická loď Crew Dragon
Crew Dragon je kosmická loď pro lety s posádkou navržená v rámci programu NASA CCDev, (Commercial Crew Development) společností SpaceX, především pro dopravu astronautů na Mezinárodní vesmírnou stanici. SpaceX ale loď používá i pro další účely mimo spolupráci s NASA (komerční programy Inspiration4, Axiom Space, Polaris a Vast Space).

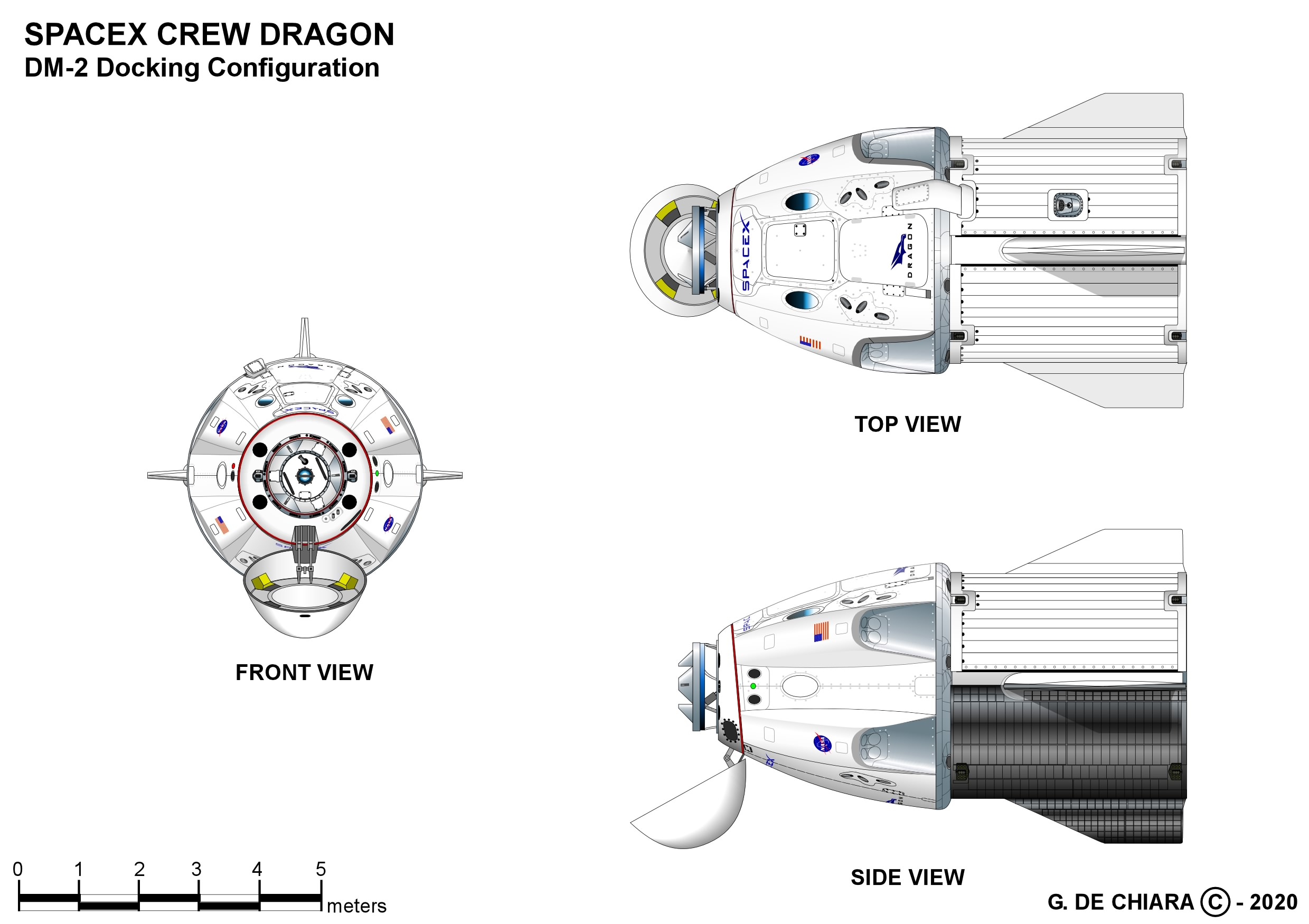
Crew Dragon v letové konfiguraci.

Crew Dragon tvoří znovupoužitelná kabina kónického tvaru a nástavec v podobě dutého válce (tzv. trunk). V kabině je hermetizovaný prostor o objemu 9,3 m3, v němž lze umístit sedačky až pro sedm osob (NASA pro lety k ISS využívá 4 místa). Nástavec je možné využít pro dopravu nákladu, který nemusí být umístěn v hermetizovaném prostoru (např. zařízení určeného pro umístění na vnější straně ISS, tedy v otevřeném kosmickém prostoru. Sestava kabiny a nástavce ve startovní pozici měří na výšku 8,1 metru a v průměru má 4 metry.

## Posádka
Vast Space ani SpaceX zatím neinformovaly o tom, kdo bude členem posádky, a není ani známo, že by někdo ve výcvikovém středisku SpaceX podstoupil nebo podstupoval přípravu na let.

## Pozadí mise
Společnost Vast Space oznámila v květnu 2023 časový plán nejbližších kroků svého vesmírného programu. Vyplynulo z něj, že nejdříve v srpnu 2025 vypustí na raketě Falcon 9 jediný modul pojmenovaný Haven-1, který bude považovat za vůbec první soukromou vesmírnou stanici v historii dobývání vesmíru. Ještě v srpnu 2025 by pak společnost měla ke stanici vypustit první misi s označením Vast-1 a se čtyřčlennou posádkou v kosmické lodi Crew Dragon od SpaceX, která už je nasmlouvána včetně možnosti provést ještě jeden let, Vast-2.
Novináři i sama společnost v pozdějších vyjádřeních v roce 2024 začali mluvit o startu „koncem roku 2025” nebo jen „v roce 2025”.
Vast Space ale sleduje také druhou cestu k vlastnímu kosmickému letu. Generální ředitel společnosti Max Haot oznámil v únoru 2024, že se společnost bude ucházet o možnost vyslat 2 mise s astronauty na Mezinárodní vesmírnou stanici jako součást programu letů privátních astronautů (Private Astronaut Missions, PAM). Ten NASA zahájila v roce 2019 a dosud udělila oprávnění k provedení 4 misí PAM, všechna pro společnost Axiom Space. V prosinci 2024 pak Vast Space uzavřela další smlouvu se SpaceX, a to o zajištění dvou misí s astronauty na ISS, pokud k nim NASA vydá svolení.
V červnu 2024 společnost uzavřela memorandum o porozumění s Evropskou kosmickou agenturou (ESA). Vast Space uvedla, že prozkoumá, zda by evropské kosmické společnosti mohly poskytnout pro Haven-1 a navazující stanice nějaké subsystémy, a zváží možnosti zapojení budoucích evropských posádek a nákladních kosmických lodí do provozu těchto stanic. Podobné memorandum za účelem prozkoumání potenciálních partnerství na budoucích letech společnosti a podpory národního kosmického průmyslu podepsala s Vast Space v listopadu 2024 také Česká republika, která si tak – vedle spolupráce s Axiom Space – otevřela druhou možnost k uskutečnění kosmického letu pro českého občana, např. dříve vybraného záložního astronauta ESA Aleše Svobody.

## Příprava a průběh letu
Mise odstartuje z jednoho ze dvou floridských kosmodromů, které má SpaceX pro své starty k dispozici. Po dosažení základní oběžné dráhy Crew Dragon vlastními silami dostoupá na dráhu stanice, přiblíží se k dokovacímu mechanismu a připojí se přes něj k jedinému možnému vstupu do stanice, podobně jako lodi Crew Dragon dopravují astronauty na ISS.
Posádka bude na palubě provádět předem stanovené vědecké a technologické experimenty včetně testu umělé gravitace vytvořené rotací stanice s pomocí jejího pohonného systému – podobná zkouška se v praxi uskutečnila naposledy v září 1966 během letu kosmické lodi Gemini 11 a Vast Space v ní získá zkušenosti pro uvažované využívání umělé gravitace u svých dalších stanic navazujících na Haven-1.